# Argentinas herrlandslag i landhockey

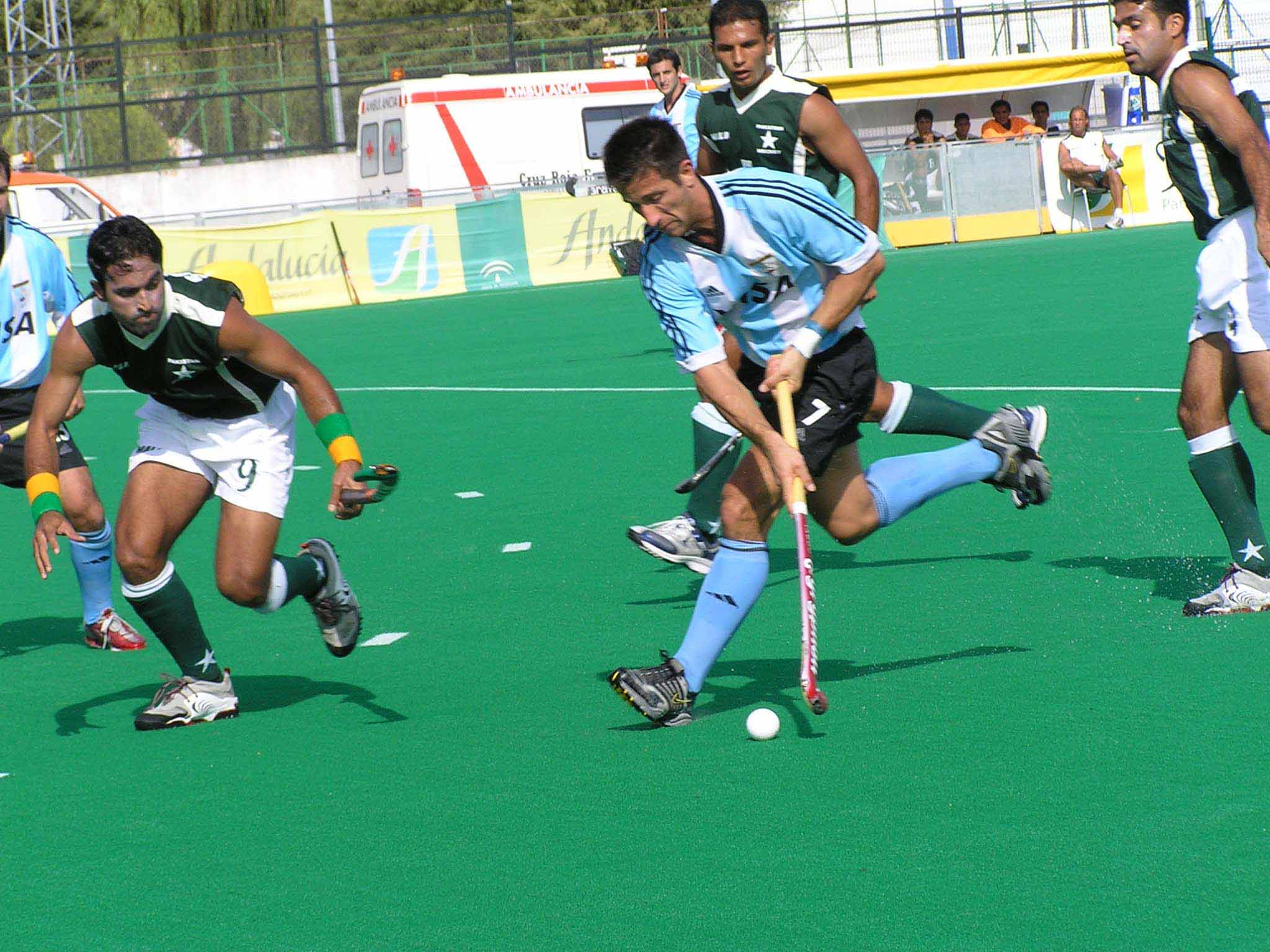
Argentina-Pakistan vid turnering i Alcalá la Real i Jaén i Spanien 2005.

Argentinas herrlandslag i landhockey (spanska: Selección masculina de hockey sobre césped de Argentina) representerar Argentina i landhockey på herrsidan. Laget tog brons i världsmästerskapet 2014.

### Fotnoter
1. ↑  ”Men Field Hockey XIV World Cup 2014 Den Haag (NED) 02-15.06 - Winner Australia” (på engelska). Sport Statistics. 19 mars 2014. Arkiverad från originalet den 5 mars 2016. https://web.archive.org/web/20160305194622/http://todor66.com/hockey/field/World/Men_2014.html. Läst 27 juli 2015.